# Апостроф TV
«Апостроф TV» — український інформаційно-аналітичний телеканал, що входить до складу медіахолдингу «Апостроф». Розпочав мовлення у 2020 році як частина платформи інтернет-видання «Апостроф», заснованого 2014 року.
Телеканал орієнтований на новини, публіцистику, аналітику, інтерв'ю та прямі етери з українськими та міжнародними експертами. В основу мовлення телеканалу покладено концепцію інфотейнменту.
Основний фокус — політика, економіка, геополітика, безпека та соціальні питання.

## Історія
У 2016 році на базі відео-студії інтернет-видання «Апостроф» було запущено YouTube-канал. Одночасно з цим почалася робота над створенням повноцінного телеканалу.
23 квітня 2019 року Національна рада України з питань телебачення і радіомовлення видала «Апостроф TV» ліцензію на мовлення строком на 10 років.
Навесні 2020 року телеканал вперше запустив технічне мовлення, а перша програма «Апостроф TV» офіційно вийшла в етер 1 червня 2020 року.
27 червня 2024 року телеканал став переможцем конкурсу на отримання ліцензії на мовлення у локальному DVB-T мультиплексі Києва (43 ТВК).

## Керівництво
- Генеральна директорка — Юлія Білоруська
- Генеральна продюсерка — Ірина Король
- Шеф-редакторка — Анна Нитченко
- Головна редакторка мережі YouTube-каналів — Ольга Гримчук
- Виконавчий продюсер — Микола Корчага
- Головна режисерка — Наталія Дідик
- Головний оператор — Олег Дмитрик
- Технічний директор — Ярослав Родіонов

## Наповнення етеру
Етер «Апостроф TV» представлений випусками новин, а також аналітичними передачами, ток-шоу та авторськими програмами.
- Апостроф РАНОК — ранкові студії з ведучими Владиславом Красницьким, Анастісією Федор, Іриною Кушнір та Дмитром Пустовітом.
- «Світ не без Краєва» — аналітична програма про міжнародну політику з експертом-міжнародником Олександром Краєвим.
- «Контексти з Руно» — цикл глибоких інтерв'ю з експертами, лідерами думок, політиками. Ведуча — Роксана Руно
- Прямі ефіри з Тетяною Іванською — щоденні стріми з аналізом головних новин.
- Апостроф ДЕНЬ — прямі етери з ведучими Іриною Єрмак та Тетяною Чудаківською.
- Вечір з Мариною Ревою — авторська програма Марини Реви.
- Вечір з Олексієм Анановим — авторська програма Марини Реви.
- Лото-Забава —  державна прямоетерна лотерея (раніше — на телеканалі «1+1»). Ведучі: Анатолій Гнатюк і Ольга Гриневич
- «Хід Тузова» — авторський проєкт Дмитра Тузова, інтерв’ю з ключовими політичними спікерами.
- «Обличчя Києва» — авторський проєкт Ольги Вознюк про непересічних киян, які впливають на життя столиці і країни.

## Логотипи
Перший логотип розміщувався у правому верхньому куті екрана. Другий логотип — у лівому верхньому кутку.
| Логотип |                                                                   |
| ------- | ----------------------------------------------------------------- |
|         | Перший логотип телеканалу з 1 червня 2020 до 31 травня 2025 року. |
|         | Другий логотип телеканалу з 1 червня 2025 року.                   |

## Мовлення

### Етерне цифрове мовлення
| ТВК                 | Канал | Мультиплекс | Територія мовлення | Стандарт | Формат мовлення |
| ------------------- | ----- | ----------- | ------------------ | -------- | --------------- |
| Мовлення планується |       |             |                    |          |                 |
| 43                  | 5     | Місцевий    | Київ               | DVB-T    | SD 576i 16:9    |

### Супутникове мовлення
Телеканал мовить на супутнику AzerSpace 46°E, на частоті 11095 H 30000, FEC 5/6, DVB-S2.